# Andrena aerinifrons
Andrena aerinifrons är en biart som beskrevs av Dours 1873. Andrena aerinifrons ingår i släktet sandbin, och familjen grävbin. Inga underarter finns listade i Catalogue of Life.

## Bildgalleri

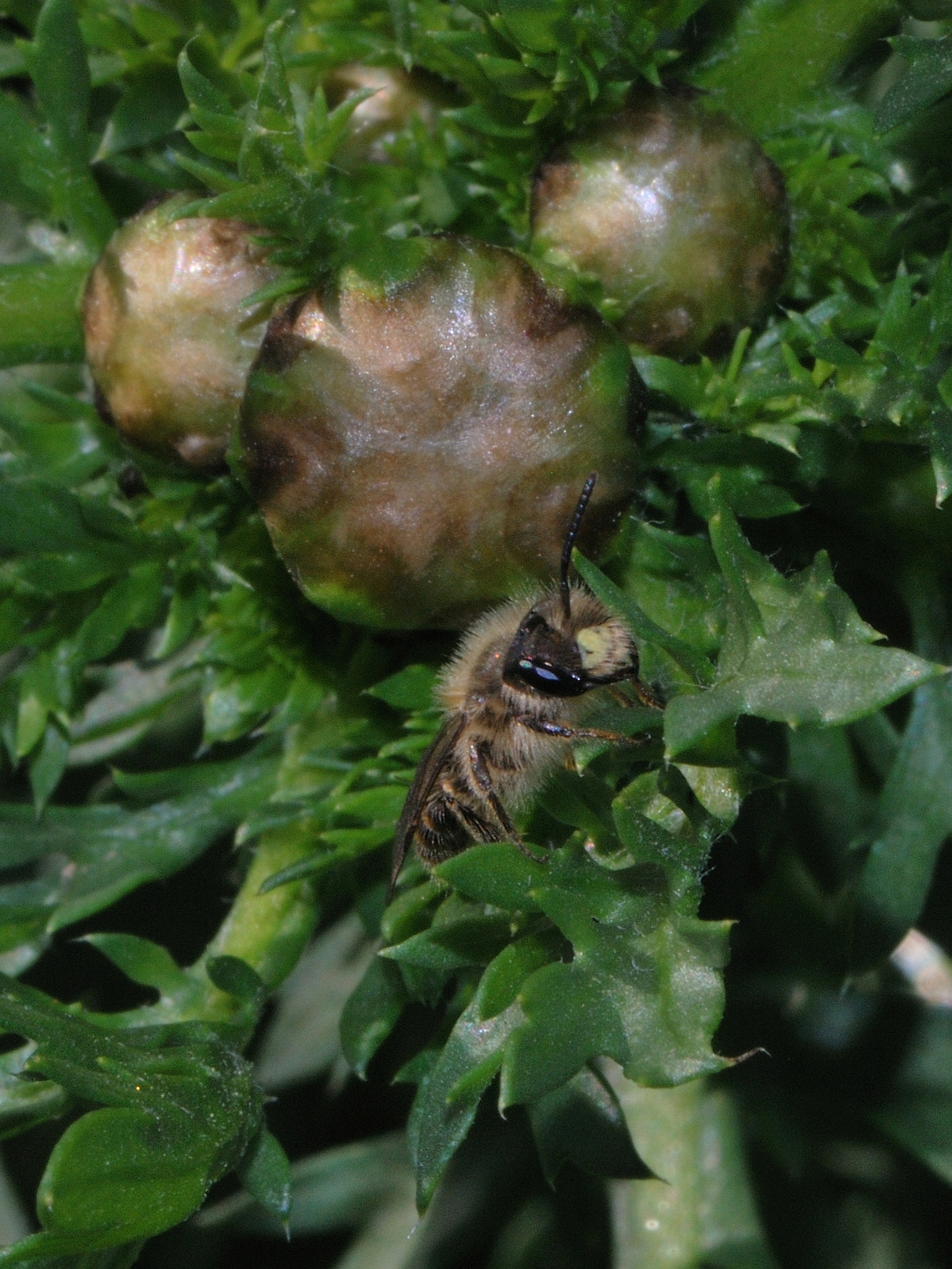